# Messerschmitt Me P.1102
De Messerschmitt Me P.1102/5 is een jachtvliegtuig/bommenwerper ontworpen door de Duitse vliegtuigontwerper Messerschmitt.

## Tweede Wereldoorlog
Tijdens de Tweede Wereldoorlog werd er in Duitsland reeds onderzoek verricht naar de mogelijkheid verstelbare vleugels toe te passen. Messerschmitt ontwikkelde voor dit doel de Me P.1102-serie. Men werkte toen ook al aan het Me P.1101-project. De Me P.1102 werd echter ontwikkeld als een snelle bommenwerper en Zerstörer. De vleugels waren in het midden van de romp aangebracht. Deze konden worden ingesteld op een pijlstand van 15 tot 50 graden. De vleugels werden op 20 graden ingesteld voor de start en landing. Voor vluchten bij hoge snelheden was de stand 50 graden. De staartsectie was van een standaardconfiguratie met een pijlstand van 60 graden. Het toestel was voorzien van drie straalmotoren. Er waren er twee tegen de onderkant van de rompneus geplaatst. De derde was in de staart aangebracht. Hiervoor was er een luchtinlaat in de staartsectie aangebracht. Er kon gebruik worden gemaakt van B.M.W 003 of Heinkel-Hirth He S 011 straalmotoren. Er was nog geen bewapening gepland.

## Na de oorlog
Toen de Tweede Wereldoorlog eindigde betekende dit ook het einde voor dit project. Bijna alle Messerschmitt-documentatie en gegevens werden door de Amerikanen in beslag genomen. Waarschijnlijk zijn een deel van deze gegevens door hen gebruikt voor de ontwikkeling van een aantal projecten, zoals voor de Martin XB-51. Dit toestel maakte gebruik van dezelfde motoropstelling als de Me P.1102. Dit toestel werd wel verder ontwikkeld en vloog voor het eerst in 1949. Dit bewees dat de basisconfiguratie die men bij Messerschmitt had uitgedacht wel degelijk had kunnen werken.
Vooroorlogse ontwerpen:
S 7 ·
S 8 ·
S 9 ·
S 10 ·
S 13 ·
S 14 ·
S 15 ·
S 16 ·
M 17 ·
M 18 ·
M 19 ·
M 20 ·
M 21 ·
M 22 ·
M 23 ·
M 24 ·
M 25 ·
M 26 ·
M 27 ·
M 28 ·
M 29 ·
M 30 ·
M 31 ·
M 33 ·
M 35 ·
M 36 · 
M 37
Ontwerpen 1933-1945:
Bf 108 · 
Bf 109 ·
Bf 109TL ·
Bf 109Z ·
Bf 110 ·
Bf 161 ·
Bf 162 ·
Me 163 · 
Me 209 ·
Me 210 ·
Me 261 ·
Me 262 · 
Me 263 ·
Me 264 · 
Me 265 · 
Me 290 · 
Me 309 ·
Me 309Z ·
Me 321 · 
Me 323 · 
Me 328 · 
Me 334 ·
Me 410 · 
Me 509 · 
Projecten tot 1945:
P.1051 ·
P.1062 ·
P.1065 ·
P.1070 ·
P.1073 ·
P.1092 ·
P.1095 ·
P.1099 ·
P.1100 ·
P.1101 ·
P.1102 ·
P.1103 ·
P.1104 ·
P.1106 ·
P.1107 ·
P.1108 ·
P.1109 ·
P.1110 ·
P.1111 ·
P.1112
Libelle ·
Schwalbe ·
Wespe ·
P.08.01 ·
Zerstörer Project II
Overig:
C-44